# カーディガン (ウェールズ)

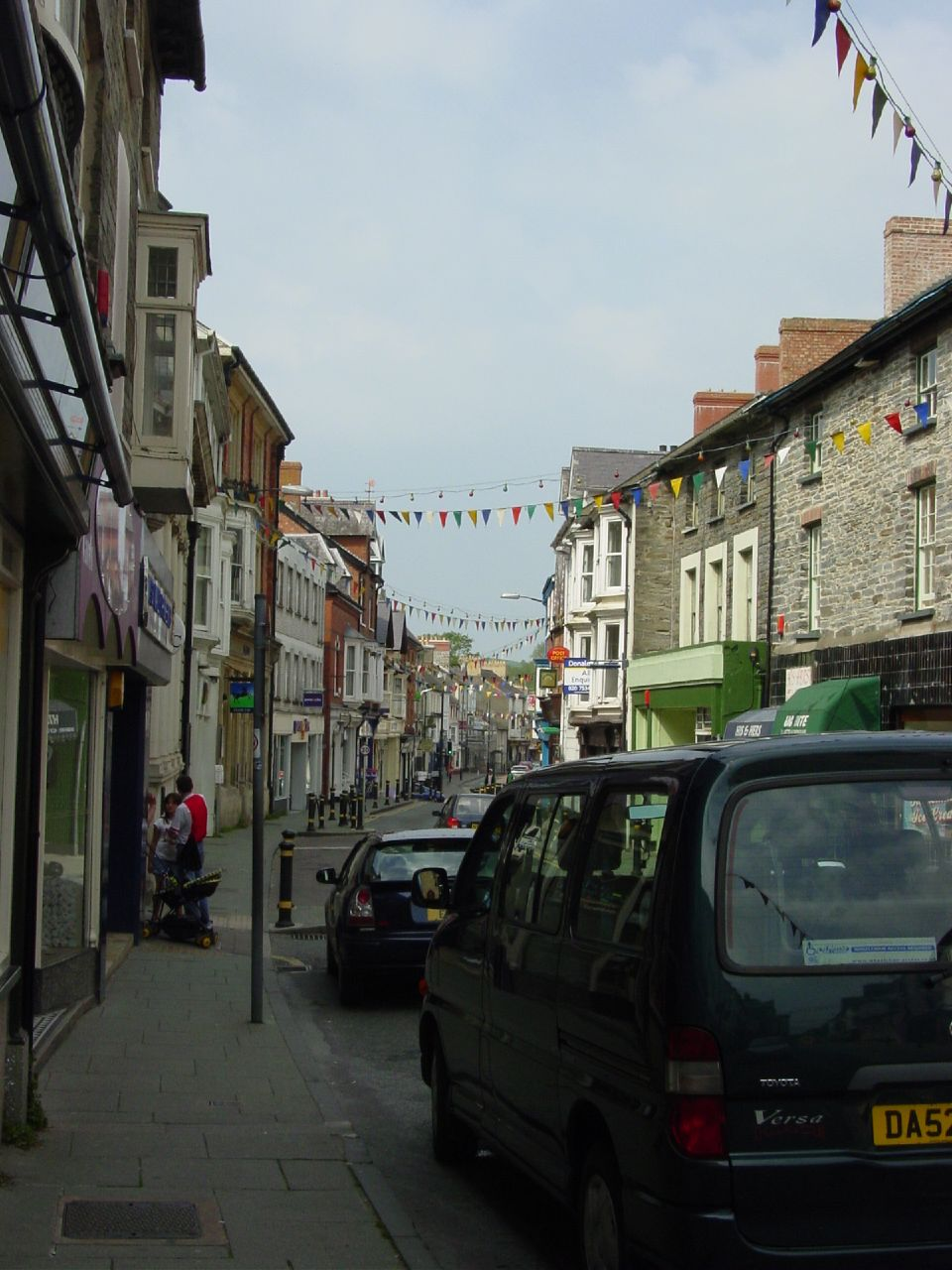
町並み

カーディガン （Cardigan, ウェールズ語: Aberteifi [abɛrˈtəivɪ]）は、西ウェールズのケレディジョンの古い町である。町の人口は2007年現在約4000人。病院、大学、商店街のそろった西ウェールズの中心地である。
1093年、ノルマン貴族で初代シュルーズベリー伯ロジャー・ドゥ・モンゴメリーにより町がつくられた。テイフィ川の所領と大きなウェールズ語共同体を含んでいた。カーディガン城の廃墟、19世紀まで使用されていたギルド・ホールがある。
1176年、カーディガン城はEisteddfod [ə(i)ˈstɛðvɔd] というウェールズ独特の歌や踊りの祭典が初めて開催された場所となった。カーディガンは、1942年から1976年まで、Eisteddfodの開催地だった。城は何年も私人による管理を受け、すたれて放棄される結果となった。町議会が城の救済にわずかに援助をした。しかし民間ボランティア団体と地方のカトリック司祭が別々に活動し維持していた。2003年、ケレディジョン議会がとうとう城を購入した。
衣服のカーディガンはこの街ではなく、カーディガン伯爵に由来する。

## 港
19世紀初頭には、300隻の大型船舶が港に登記し、200以上の船が5つの造船所で建造された。キルゲランの粘板岩が港から輸出された。川からの堆積物でふさがれ20世紀初頭に港は以前の活気を失った。港の浚渫案が出されるが何年も実現していない。

## 鉄道
カーディガン中央駅は1963年に廃止された。

## 聖地
カーディガンは、ウェールズで最初にカトリック聖地とされた場所である。宗教改革時代には、聖母マリア像で知られていた。その像は手にロウソクを持ち、その炎は一度も絶えたことはない。
カーディガンは、フランス・ブリウドの町と友好提携を結んでいる。
座標: 北緯52度5分3秒 西経4度39分29秒 / 北緯52.08417度 西経4.65806度